# ケンゴロー
『ケンゴロー』（けんごろー）は、毎日放送（MBSテレビ）で2016年4月5日から2017年3月28日まで放送されていたバラエティ番組。
番組名の「ケンゴロー」は、司会を務める浜田雅功（ダウンタウン）の実父の名前に由来。番組開始当初のタイトルは「ケンゴローサーカス団」であったが、2016年8月2日（MBS放送分）から『ケンゴロー』に統一された。

## 概要
前番組の『ごぶごぶ』から浜田雅功（ダウンタウン）を続投させるかたわら、番組開始時点で毎日放送への入社2年目だった藤林温子アナウンサーを進行役に抜擢した。ちなみに、番組タイトルの由来になった浜田の実父、憲五郎は出演していない。
制作費が少ないことから、収録した内容をほぼノーカットで放送している。番組開始から2016年6月28日までは、「ケンゴローサーカス団」という架空の団体を設定したうえで、浜田に「団長」、その他のレギュラー陣に「団員」という肩書を使用。「『団員』などが巷の噂や情報を持ち込む」という構成の下に、スタジオで収録されていた。
2016年7月5日からは、収録日を隔週月曜日に設定したまま、オールロケスタイルによる収録へ移行。藤林と同期入社のアナウンサー・玉巻映美も進行役へ加わるようになった。同年8月2日（いずれもMBS放送分）から、番組タイトルを『ケンゴロー』に変更。これを機に、「浜ちゃんと遠足に行こう!!」（浜田が目的地を伏せながら気の向くままに後輩芸人と遠出するオールロケ企画）を、おおむね2回に分けて放送している。
2016年12月12日には、3,748名の視聴者から抽選で300名をなんばグランド花月に招待したうえで、番組初の公開収録イベント「ケンゴロークリスマスパーティー」を開催（同月20日と2017年1月10日に放送）。浜田の後輩芸人を芸風などに応じて「ボケチーム」と「ツッコミチーム」に分けたうえで、2016年11月から放送してきた遠足ロケで人気芸人・落語家などから集めていたクリスマスプレゼントを、両チームのゲーム対決を通じて招待客に進呈した。
MBSでは、2017年3月28日で放送を終了。翌週（4月4日）特別番組を放送した後に、11日から『ごぶごぶ』のレギュラー放送を再開している。

## 出演者

### 『ケンゴロー』への改題後
司会
- 浜田雅功（ダウンタウン）

進行
いずれも出演時点でMBSアナウンサー
- 藤林温子（2016年4月5日 - ）
- 玉巻映美（2016年7月26日 - ）

- 放送上は、企画に応じていずれか1人が出演。藤林は、『ケンゴローサーカス団』時代にナレーターを兼務していたため、自身の出演しない回の放送でナレーションに専念することもあった。藤林より玉巻の方がロケに同行する機会が多く、前述した「ケンゴロークリスマスパーティー」でも、玉巻が単独で進行役を務めた。
- 「MBSアナウンサースペシャル」を放送する場合には、藤林・玉巻の先輩に当たるアナウンサー（前田阿希子・豊崎由里絵 など）が、ゲスト扱いで毎日放送本社などのロケに登場していた。
- 玉巻は、当番組終了後の2019年1月から、『プレバト!!』（MBSテレビ制作・TBS系列などの全国ネット番組）で浜田のアシスタントを再び務めている。

ナレーター
- 中矢由紀
- 安富史郎

準レギュラー
- 尼神インター

2016年9月26日・10月4日放送分では、同年10月からのレギュラー出演権を賭けた「浜ちゃんが喜ぶプレゼント遠足」を実施。尼神インターに加えて、大悟（千鳥）・ミサイルマン・どりあんずが、浜田の好む物事を独自に調べたうえで、浜田に提供した。その結果、尼神インターを準レギュラーに採用。他の参加者は、今後のロケによってレギュラーへの登用を判断することになっていた。しかし、尼神インターが2017年度から本格的に東京へ進出することが決まったため、2017年2月14日には「尼神インター東京進出!浜ちゃんに引っ越し祝いを買ってもらおう」というロケの模様を放送した。

### 過去（『ケンゴローサーカス団』時代）
主な団員（順不同）
◎：オールロケへの移行・『ケンゴロー』への改題後も遠足ロケに参加
- ミサイルマン ◎
- ダイアン◎
- ライセンス◎（『ごぶごぶ』時代も準レギュラー）
- すっちー
- プラス・マイナス◎
- ゆりやんレトリィバァ
- 笑い飯（哲夫だけが出演した場合もあった）◎
- 人妻ニャンコ
- アインシュタイン（稲田だけが出演もあり）
- 金村義明（野球解説者）
- シャンプーハット
- ガリガリガリクソン◎
- 西川かの子
- 中川貴志（ランディーズ）
- 藤崎マーケット
- アキ（水玉れっぷう隊）
- 桂きん枝
- 未知やすえ
- 中田はじめ
- 土肥ポン太
- 大畑大介
- かつみ♥さゆり
- 桂三度
- スーパーマラドーナ（田中だけが夫婦での出演）
- 矢野勝也（矢野・兵動）
- 諸見里大介◎
- どりあんず◎
- 庄司智春（品川庄司）◎
- 池田一真（しずる）◎
- 千鳥（大悟は遠足のロケ出演（ノブはお宅訪問ロケの出演）
- 馬場裕之（ロバート）◎
- 山本博（ロバート）◎
- 鈴木奈々◎
- 月亭八光（お宅訪問だけの出演）
- 島田珠代（お宅訪問だけの出演）
- アキナ（秋山だけがお宅訪問ロケの出演）
- NON STYLE（ケンゴローお宝査定ランキングというニセ企画で呼び出される）
- 木村祐一（同上のニセ企画を終えた際に偶然遭遇）
- 小川菜摘（浜田の妻でケンゴローお宝査定ランキングというニセ企画でライセンスのお宝査定中に偶然登場）
- 椿鬼奴（ケンゴローお宝査定ランキングというニセ企画でライセンスのお宝査定中小川に呼ばれて登場）
- シルク
- たむらけんじ
- リンゴ（ハイヒール）
- 大平サブロー
- オール巨人（オール阪神・巨人）
- ぼんちおさむ（ザ・ぼんち）
- 末成由美
- 水田信二（和牛）
- 浜本広晃（テンダラー）
- 吉田裕
- 市川義一（女と男）

ゲスト
- 西川貴教（第1・2回目）

第3回目以降は予算不足の為、ゲストを廃止した。

## 他番組との交流

### 毎日放送
当番組を収録する月曜日には、「ケンゴローサーカス団」時代から、浜田を中心とする出演者が「キッチンぷいぷい」（生放送による平日午後の情報番組『ちちんぷいぷい』内の料理コーナー）にサプライズで登場することがあった。
2016年11月21日（月曜日）には、前述した「クリスマスパーティー」向けのプレゼントを物色する目的で、午前中にシルクの自宅でロケを実施した。シルクが『こんちわコンちゃんお昼ですょ!』（月・火曜日のアシスタントを務めるMBSラジオ平日午後の生ワイド番組）へ出演するために毎日放送の本社へ向かったことから、ロケに参加していた浜田、玉巻、ダイアン、ミサイルマン、どりあんずも、浜田の意向でシルクへ同行。結局、同番組のオープニングへ強引に出演したうえで、「クリスマスパーティー」の開催を告知した。さらに、「キッチンぷいぷい」にもサプライズで出演。出演の合間には、『ちちんぷいぷい』の月曜レギュラーである大平サブロー・たむらけんじ・ハイヒールリンゴに「ケンゴローお宝査定ランキング」 という偽の企画を仕掛けたうえで、各自が持参した貴重な私物の一部を「クリスマスパーティー」用のプレゼントとして確保した。当番組では、同年11月29日・12月6日および、2017年の初回放送（1月10日）に以上の模様を放送している。

### びわ湖放送
「ケンゴローサーカス団」時代には、かつてびわ湖放送（滋賀県域のテレビ単営独立局）でレギュラー番組を持っていた笑い飯の哲夫が、レギュラー番組の新規獲得に向けて同局の幹部と直々に交渉していた。2016年5月26日（水曜日）には、当番組のスタッフと共に同局を突然訪れると、制作局長の許可を経て『キラりん滋賀』（平日夕方に生放送の情報番組）に急遽ゲスト出演。当番組でも、『キラりん滋賀』のPRを兼ねて、上記の経緯と哲夫の出演映像を6月14日放送分で紹介した。
さらに哲夫は、2016年6月9日（水曜日）にも、当番組のスタッフを連れてびわ湖放送を再び訪問。制作局長からの許可の下で『キラりん滋賀』へ再び登場すると、前述した14日の放送に向けて収録した当番組の映像の一部と、浜田（放送上は「DTのHさん」）からのメッセージ映像を特別に公開した。当番組でも、同月21日放送分で、この模様を取り上げている。

## スタッフ
- 企画：林敏博（ビーダッシュ）
- 構成：小林仁、渡邊仁、米井敬人、くらやん
- CAM：前田昌彦（よしもとブロードエンタテインメント）[12]、桂将太・高石和隆（共にMBS）
- 照明：藤井隆司（アーチェリー）
- MA：杉本誠（MBS）
- SE：前田典哉（音選屋）
- EED：岸本元博（MBS）
- アートプロデューサー：上中普雄（MBS）
- 美術：大石真諭（MBS、以前はデザインを担当）
- 美術進行：荒井春佳
- CG：紀野伸子・村田英樹（共にMBS）
- タイトル：正冨大樹、浜松芽衣
- 編成：向功（MBS）
- 宣伝：新保風子（MBS）
- デスク：西城栄里（MBS）、高松知世（ビーダッシュ）
- 協力：よしもとブロードエンタテインメント[13]、沼澤事務所、C-BOX、音選屋、高津商会、MORE、放送映画、毎日舞台、アーチェリープロダクション、フォレスト
- 衣装協力：BerBerJin
- ナレーション：中矢由紀、安富史郎（企画によって交互に担当）
- 制作スタッフ：安田善城、松岡基・成瀬裕太（共にビーダッシュ）、村上未希子、谷口諒
- ディレクター：笠原健広（ルーク）、沼澤誠（沼澤事務所）、平岡大希（MBS）、郷原宏久（放送映画）、石田尚生（MBS）、大野祐司、柴田伶祐（よしもとブロードエンタテインメント[14]）、岸下弥生（ビーダッシュ）、橋本和哉
- 演出：清水涼平（MBS）
- 演出監修：岡田秀行（ビーダッシュ、以前は演出）
- プロデューサー：京原雄介（MBS、以前は演出）、中澤晋弥（よしもとクリエイティブ・エージェンシー）
- チーフプロデューサー：長尾政彦（MBS）
- 制作協力：吉本興業、ビーダッシュ
- 製作著作：MBS（毎日放送）

過去のスタッフ
- 構成：武輪真人、友光哲也、塩野智章、八代丈寛
- ブレーン：宮崎高章、橋本洋介、中野貴至、福峯大介
- TM：竹本友亮（MBS）
- CAM：上田一路・室谷佳宏（共にMBS）、岸克二（イングス）
- 照明：永間淳也（MBS）
- VE：中沢明日香（トラッシュ）
- EED：露口三郎（MBS）
- 美術：中野雪子（MBS）
- ロゴデザイン：森下枝里子
- 美術進行：斎籐せいこ
- TK：前田典子[15]
- 宣伝：水野愛美（MBS）
- 協力：ルーク、オンタイム。、ゼットンゼット、ウォークオン、藤貴園芸
- ナレーション：藤林温子（MBSアナウンサー）
- 衣装協力：セモア、mee
- 制作スタッフ：中村梨那（ビーダッシュ）、高本慧（MBS）
- ディレクター：白石宗之・町田美穂（共にビーダッシュ）、渡邊恒史（ゾフィープロダクツ）、堀景輔（ウォークオン）、上村真太朗（MBS）
- チーフディレクター：繁澤公（イングス）、中西常之（ゼットンゼット）、片平諭（オンタイム。）
- プロデューサー：松本浩（ビーダッシュ）
- チーフプロデューサー：東郷泰樹（MBS）

## ネット局と放送時間
| 放送対象地域   | 放送局             | 系列    | 放送日時                       | 初回放送日     | 遅れ       |
| -------------- | ------------------ | ------- | ------------------------------ | -------------- | ---------- |
| 近畿広域圏     | 毎日放送（MBS）    | TBS系列 | 火曜 23:58 - 翌0:53            | 2016年4月5日   | 制作局     |
| 中京広域圏     | CBCテレビ（CBC）   | TBS系列 | 月曜 23:58 - 翌0:55            | 2016年4月18日  | 遅れネット |
| 岡山県・香川県 | 山陽放送（RSK）    | TBS系列 | 火曜 0:55 - 1:50（月曜深夜）   | 2016年4月19日  | 遅れネット |
| 静岡県         | 静岡放送（SBS）    | TBS系列 | 金曜 0:10 - 1:05（木曜深夜）   | 2016年4月22日  | 遅れネット |
| 新潟県         | 新潟放送（BSN）    | TBS系列 | 金曜 1:00 - 2:00（木曜深夜）   | 2016年4月22日  | 遅れネット |
| 高知県         | テレビ高知（KUTV） | TBS系列 | 火曜 23:55 - 翌0:50            | 2016年5月10日  | 遅れネット |
| 日本全域       | GAORA              | CS放送  | 水曜 16:00 - 17:00（初回放送） | 2016年10月19日 | 遅れネット |

過去のネット局
- テレビ山口（tys）番組開始から遅れネットで放送していたが、2016年9月27日放送を以て打ち切りとなった。